# Радунович, Ристо
Ристо Радунович (черног. Ристо Радуновић / Risto Radunović; родился 4 мая 1992 года в городе Подгорица, Югославия) — черногорский футболист, защитник румынского клуба «Стяуа» и сборной Черногории.

## Клубная карьера
Будучност
Радунович — воспитанник столичного клуба «Ком». Профессиональную карьеру начал в «Будучности». Сезон 2010/2011 был дебютным в Высшей лиги для Радуновича. Уже через полгода 30 июня 2011 принимал участие в квалификационных матчах Лиги Европы 2010/11.
Борац
Сыграв в Черногории 4 сезона Ристо подписывает контракт с сербским «Борацом», который только сумел выйти из Первой лиги в Высшую лигу. Но надолго он там не задерживается, сыграв 5 матчей возвращается опять в родную «Будучность».
Астра
13 июля 2017 года Радунович подписал трехлетний контракт с румынской «Астрой».

## Международная карьера
14 октября 2018 года в матче Лиги наций против сборной Литвы Радунович дебютировал за сборную Черногории.

## Статистика

### Сборная
| Сборная    | Год   | Иргы | Голы |
| ---------- | ----- | ---- | ---- |
| Черногория | 2018  | 1    | 0    |
| Черногория | 2019  | 4    | 0    |
| Всего      | Всего | 5    | 0    |

| № | Дата            | Оппонент | Счёт | Голы | Пасы | Карточки | Минуты | Соревнование                  |
| - | --------------- | -------- | ---- | ---- | ---- | -------- | ------ | ----------------------------- |
| 1 | 14 октября 2018 | Литва    | 4:1  | —    | —    | —        | 3'     | Лига наций (лига С, группа 4) |
| 2 | 10 июня 2019    | Чехия    | 0:3  | —    | —    | —        | 90'    | Отбор ЧЕ-2020 (группа А)      |

Итого: сыграно матчей: 2 / забито голов: 0; победы: 1, ничьи: 0, поражения: 1.

## Достижения
«Будучност»
- Победитель Чемпионата Черногории (2): 2011/12, 2016/17
- Обладатель Кубка Черногории: 2012/13

«Астра»
- Финалист Кубка Румынии: 2018/19

«Стяуа»
- Серебряный призёр чемпионата Румынии (2): 2020/21, 2021/22

- Финалист Суперкубка Румынии: 2020